# 紀伊 (列車)
紀伊（きい）は、日本国有鉄道（国鉄）が1968年から1984年まで東京駅 - 紀伊勝浦駅間を東海道本線・関西本線・紀勢本線経由で運行していた寝台特別急行列車である。1975年までは夜行急行列車として運行していた。
本項では、東京駅と奈良県・紀伊半島の沿線都市を結んでいた優等列車についても記載する。

## 概要
「紀伊」は東海道新幹線の開業により利用客が減少した東京駅 - 湊町駅（現・JR難波駅）間の「大和」、東京駅 - 鳥羽駅間の「伊勢」、東京駅 - 紀伊勝浦駅間の「那智」の各列車を統合した急行列車として、1968年10月に東京駅 - 王寺駅・鳥羽駅・紀伊勝浦駅間で運転を開始した。なお、王寺駅発着列車の奈良駅 - 王寺駅間は普通列車として運転されていた。
運転開始当初こそ単独列車で運行されたが、1972年3月に鳥羽駅・王寺駅発着の列車を廃止して東京駅 - 紀伊勝浦駅間のみの運転になると、夜行急行「銀河」1号（上下とも）と 東京駅 - 名古屋駅間で併結運転を行うようになった。
1975年3月には特急に格上げされ、いわゆる「ブルートレイン」の一群となったが、東京駅発着のものとしては当時最短の621km（営業キロ）であった。
ブルートレイン化以降、当初は米子駅発着の「いなば」と、のちに運行区間を延長した「出雲」2号・3号と併結運転が行われていた。しかし、1984年2月に廃止された。
1973年に伊勢線（現・伊勢鉄道伊勢線）が開業して四日市駅 - 津駅が短絡されたものの（特急「くろしお」→「南紀」や急行「紀州」は伊勢線経由に変更）、「紀伊」は廃止まで亀山駅経由のまま変わらなかった。

## 末期の運行概況

### 停車駅・時刻
| 停車駅 | 東京駅  | 横浜駅  | 熱海駅  | 沼津駅  | 静岡駅  | 名古屋駅 | 四日市駅 | 亀山駅  | 津駅    | 松阪駅  | 多気駅  | 紀伊長島駅 | 尾鷲駅  | 熊野市駅 | 新宮駅  | 那智駅  | 紀伊勝浦駅 |
| 下り   | 21:00発 | 21:26発 | 22:32発 | 22:52発 | 23:36発 | （運）   | →        | 3:13着  | 3:43着  | 4:02着  | 4:11着  | 5:16着     | 5:45着  | 6:24着   | 6:58着  | 7:17着  | 7:22着     |
| 上り   | 6:25着  | 5:58着  | 4:40着  | 4:16着  | ←       | 1:00発   | 0:04発   | 23:37発 | 23:08発 | 22:49発 | 22:40発 | 21:36発    | 21:06発 | 20:32発  | 20:00発 | 19:38発 | 19:34発    |

記号
←・→：通過
（運）：運転停車

### 使用車両・編成
| 表・編・話・歴・PJR・PJRN・C |             |           |           |           |           |          |           |             |             |           |           |           |           |             |
| 「紀伊」 |             |           |           |           |           |          |           |             |             |           |           |           |           |             |
| 東京 → |             |           |           |           |           |          |           |             |             |           |           |           |           |             |
| \| 編成 \| 基本編成 \| 基本編成 \| 基本編成 \| 基本編成 \| 基本編成 \| 基本編成 \| 基本編成 \| 基本編成 \| 付属編成 \| 付属編成 \| 付属編成 \| 付属編成 \| 付属編成 \| 付属編成 \| \| -------- \| ----------- \| --------- \| --------- \| --------- \| --------- \| -------- \| --------- \| ----------- \| ----------- \| --------- \| --------- \| --------- \| --------- \| ----------- \| \| 号車 \| 1 \| 2 \| 3 \| 4 \| 5 \| 6 \| 7 \| 8 \| 9 \| 10 \| 11 \| 12 \| 13 \| 14 \| \| 座席種類 \| B \| A \| B \| B \| B \| D \| B \| B \| B \| B \| B \| B \| B \| B \| \| 形式 \| スハネフ 14 \| オロネ 14 \| オハネ 14 \| オハネ 14 \| オハネ 14 \| オシ 14 \| オハネ 14 \| スハネフ 14 \| スハネフ 14 \| オハネ 14 \| オハネ 14 \| オハネ 14 \| オハネ 14 \| スハネフ 14 \| |             |           |           |           |           |          |           |             |             |           |           |           |           |             |
| 座席種類 A= 開放式A寝台、B= 開放式3段B寝台、D= 食堂車 |             |           |           |           |           |          |           |             |             |           |           |           |           |             |
| 編成 | 基本編成    | 基本編成  | 基本編成  | 基本編成  | 基本編成  | 基本編成 | 基本編成  | 基本編成    | 付属編成    | 付属編成  | 付属編成  | 付属編成  | 付属編成  | 付属編成    |
| 号車 | 1           | 2         | 3         | 4         | 5         | 6        | 7         | 8           | 9           | 10        | 11        | 12        | 13        | 14          |
| 座席種類 | B           | A         | B         | B         | B         | D        | B         | B           | B           | B         | B         | B         | B         | B           |
| 形式 | スハネフ 14 | オロネ 14 | オハネ 14 | オハネ 14 | オハネ 14 | オシ 14  | オハネ 14 | スハネフ 14 | スハネフ 14 | オハネ 14 | オハネ 14 | オハネ 14 | オハネ 14 | スハネフ 14 |

| 編成     | 基本編成    | 基本編成  | 基本編成  | 基本編成  | 基本編成  | 基本編成 | 基本編成  | 基本編成    | 付属編成    | 付属編成  | 付属編成  | 付属編成  | 付属編成  | 付属編成    |
| -------- | ----------- | --------- | --------- | --------- | --------- | -------- | --------- | ----------- | ----------- | --------- | --------- | --------- | --------- | ----------- |
| 号車     | 1           | 2         | 3         | 4         | 5         | 6        | 7         | 8           | 9           | 10        | 11        | 12        | 13        | 14          |
| 座席種類 | B           | A         | B         | B         | B         | D        | B         | B           | B           | B         | B         | B         | B         | B           |
| 形式     | スハネフ 14 | オロネ 14 | オハネ 14 | オハネ 14 | オハネ 14 | オシ 14  | オハネ 14 | スハネフ 14 | スハネフ 14 | オハネ 14 | オハネ 14 | オハネ 14 | オハネ 14 | スハネフ 14 |

| 「さくら」                     | 東京駅 - 長崎駅間                     | 東京駅 - 佐世保駅間                   | 1972年の14系置き換え当時と同じ。 |                                       |                                       |
| 「あさかぜ」 下り 2号 上り 3号 | 1975年3月10日ダイヤ改正により列車廃止 | 1975年3月10日ダイヤ改正により列車廃止 | 1975年3月10日ダイヤ改正により列車廃止 | 1975年3月10日ダイヤ改正により列車廃止 | 1975年3月10日ダイヤ改正により列車廃止 |
| 「みずほ」                     | 東京駅 - 熊本駅間                     | 東京駅 - 長崎駅間                     | 1972年の14系置き換え当時から変更。 |                                       |                                       |
| 「いなば」 「紀伊」            | 東京駅 - 米子駅間 「いなば」          | 東京駅 - 紀伊勝浦駅間 「紀伊」        | 「いなば」に連結の食堂車は営業休止。 「いなば」は1978年10月1日より東京駅 - 出雲市駅間の「出雲」3・2号として運転。 ただし、「出雲」2号・3号でも連結の食堂車は営業休止とした。 |                                       |                                       |

客車は、品川客車区（現在の田町車両センターに相当）所属の14系客車が使用されていた。開放式B寝台のみで組成された。特急格上げ後当時、二方向への別愛称特急列車とともに、東京駅発着の定期寝台特急列車としては異例とされた編成であった。
機関車は、東京駅 - 名古屋駅間を宮原機関区（現在の宮原総合運転所）所属のEF65形電気機関車（1000番台）が牽引し、名古屋駅 - 紀伊勝浦駅間をDD51形ディーゼル機関車が牽引していた。かつては、DD51が投入されるまではDF50形ディーゼル機関車が名古屋 - 紀伊勝浦間を牽引していた。

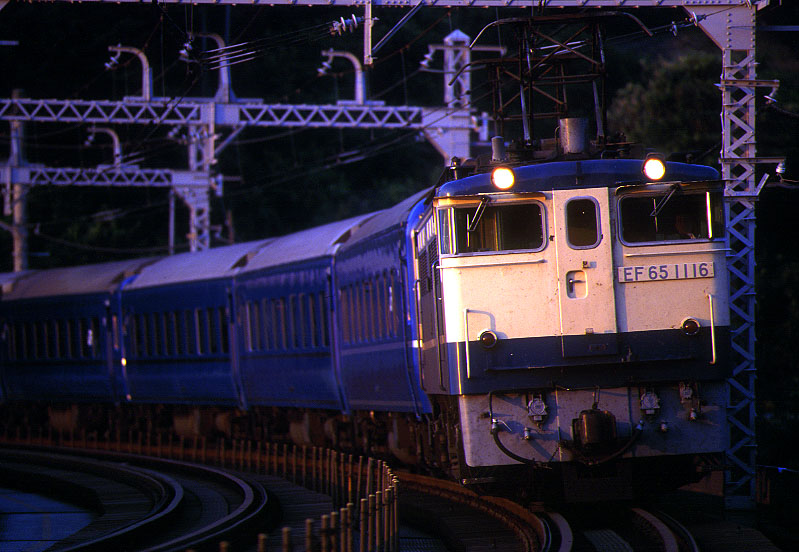
「紀伊」を牽引していた同型のEF65形電気機関車 （画像は「銀河」）
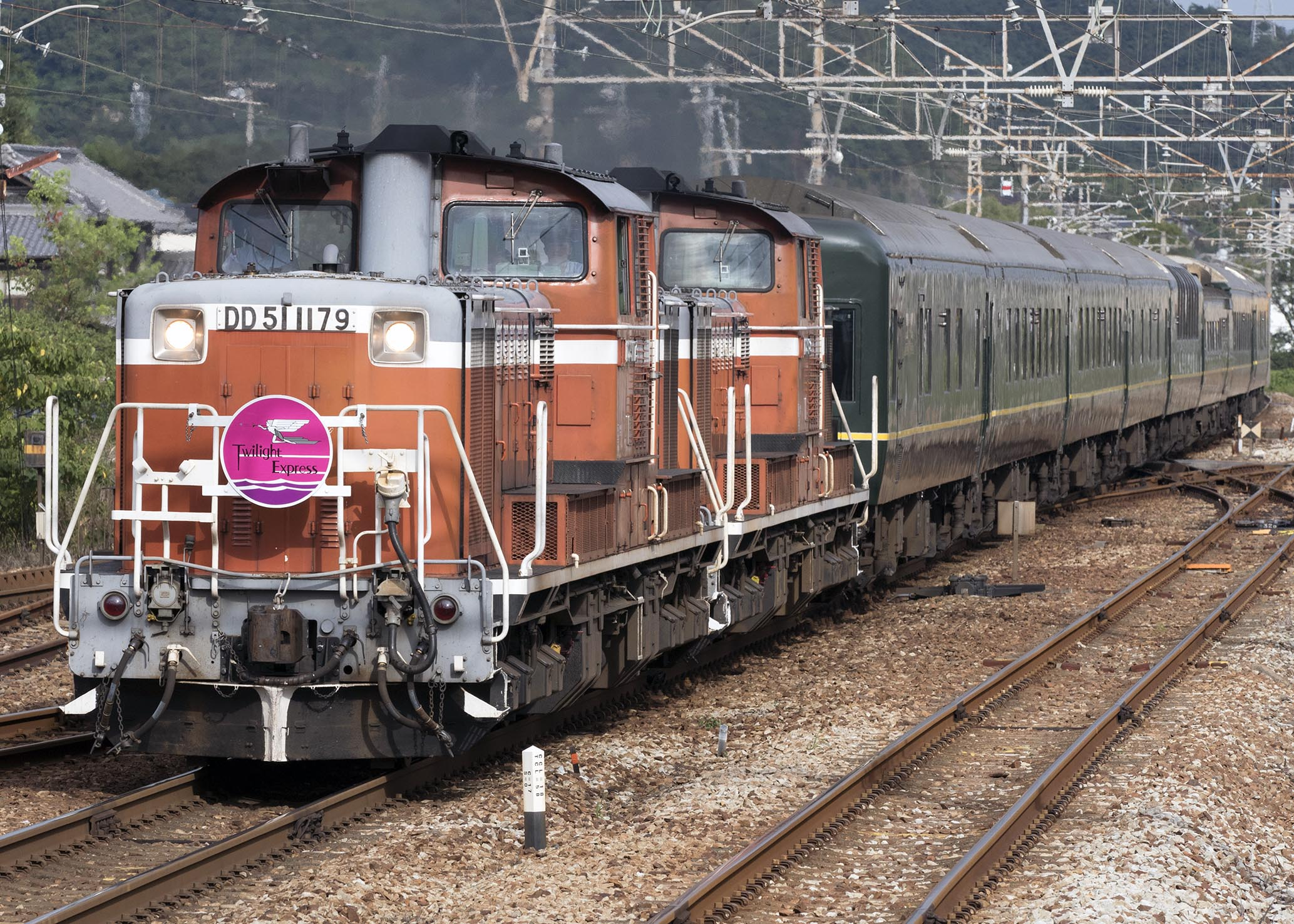
「紀伊」を牽引していた同型のDD51形ディーゼル機関車 （画像は「トワイライトエクスプレス」）
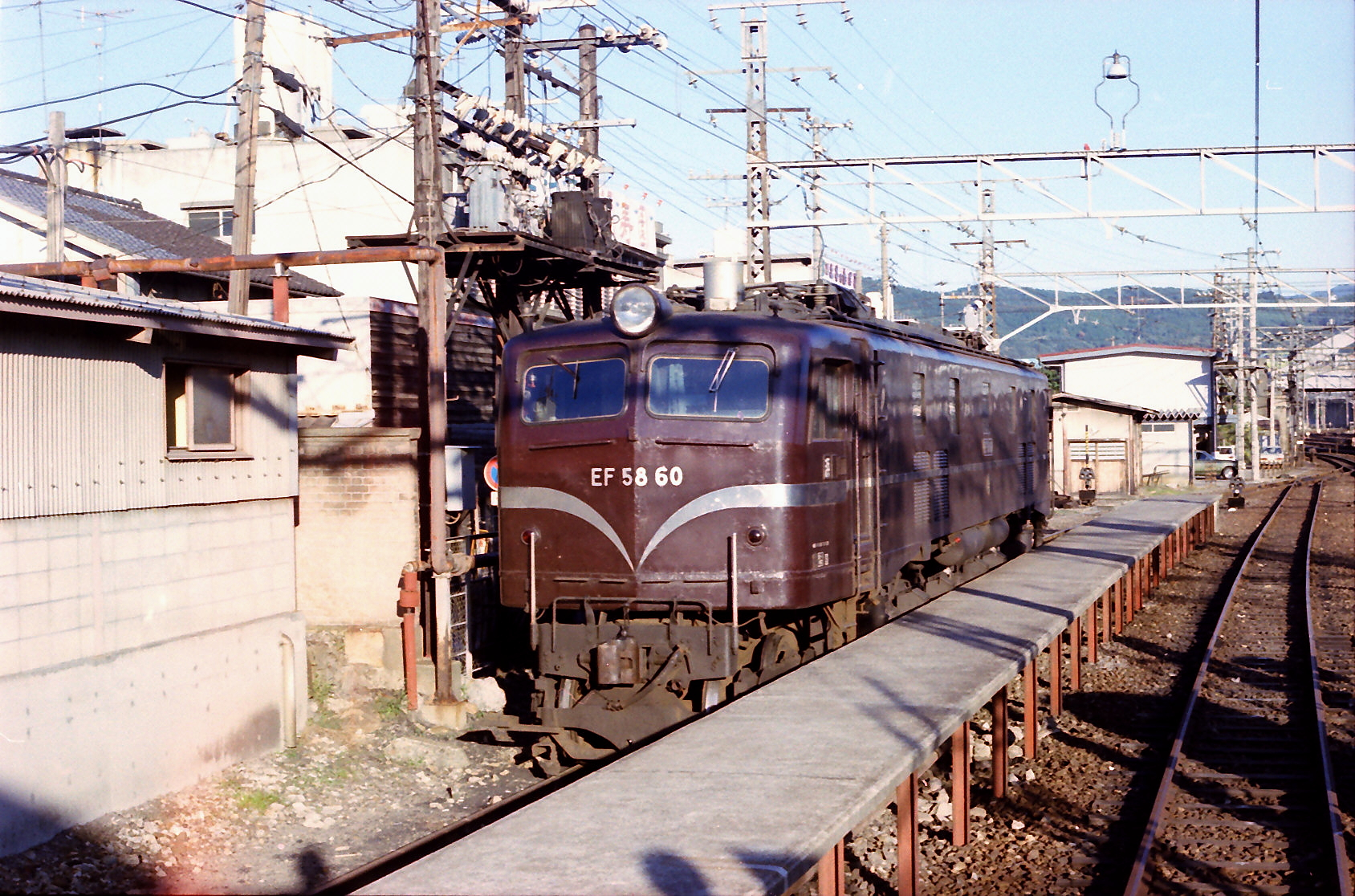
京都駅留置線で待機中の「いなば」（紀伊）牽引EF58形電気機関車（1978年）
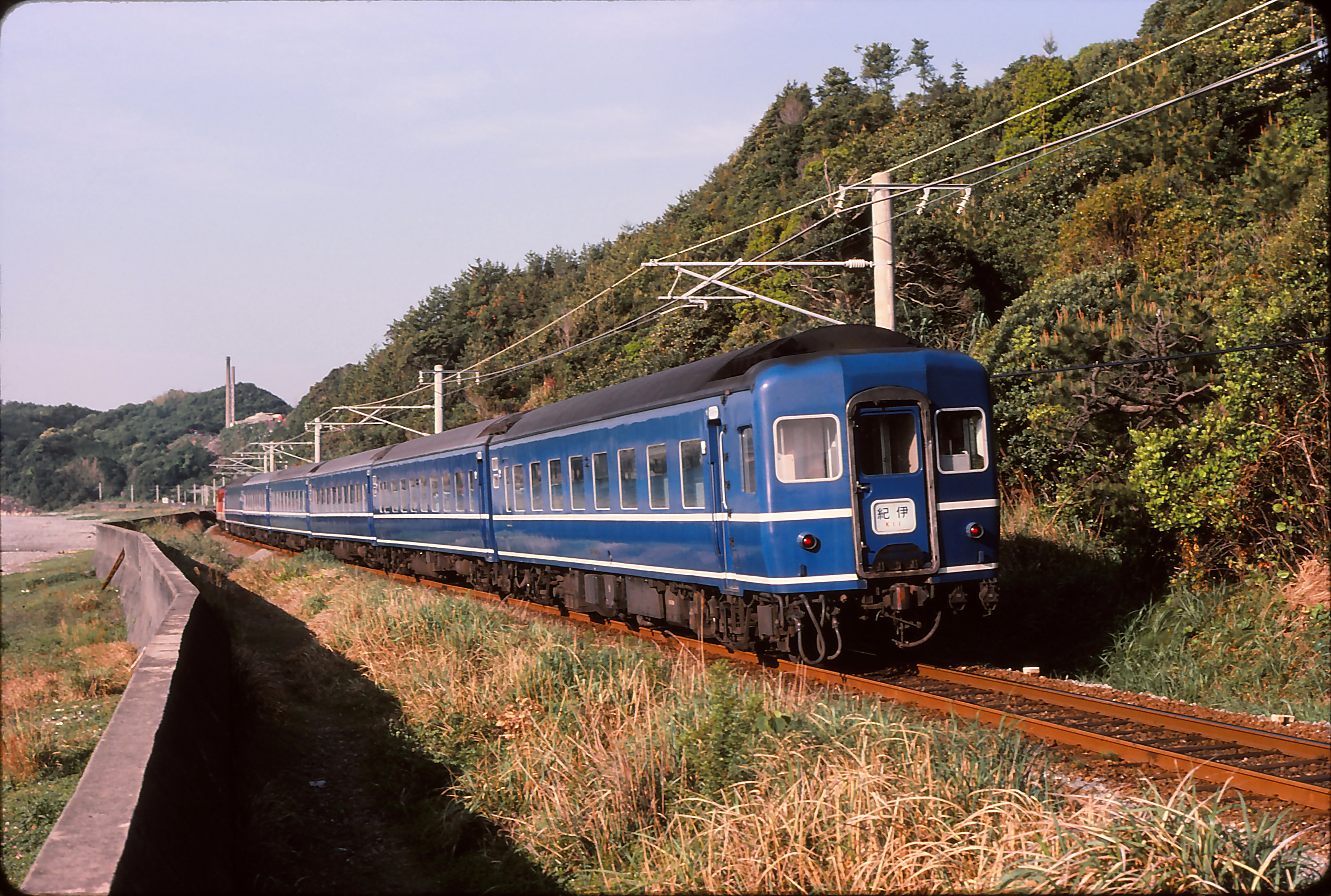
14系客車 「紀伊」 新宮－三輪崎 1979年

## 東京対奈良・紀伊半島沿線都市間夜行列車沿革

### 大和
1949年9月に準急列車として東京駅 - 名古屋駅間で運転を開始した列車である。1950年10月に急行列車化とともに運転区間も東京駅 - 湊町駅・鳥羽駅間に運転区間が延長され、同年11月に列車名が付与された。
利用客の増加により、1954年10月に鳥羽駅発着編成の連結が中止され、寝台車も連結されるようになった。1962年3月からは二等寝台車が1両連結され、王寺駅で増解結を行って和歌山線の普通列車と併結運転することにより、東京駅 - 和歌山市駅間でも運転されるようになった。
1964年10月に東海道新幹線が開業したことにより、下りが東京駅 - 名古屋駅間で「伊勢」、上りが奈良駅 - 東京駅間で「南紀観光」、1965年10月からは「伊勢」「南紀観光」に代わって東京駅 - 名古屋駅間で「能登」と併結運転されるようになり、1968年10月に「紀伊」に統合されて独立した列車としては廃止された。1972年3月、「紀伊」の編成としても廃止され、完全廃止となった。

### 伊勢
東京駅 - 鳥羽駅間の直通列車は1926年（大正15年）8月15日より、1943年（昭和18年）まで快速列車241・242列車が設定された。この快速列車の場合、いわゆる伊勢神宮参詣のための速達列車という意味合いのほかに東京駅 - 名古屋駅間の夜行列車の増発ともされている。また、現在ではA寝台に相当する二等寝台車を連結していたため、新任大臣が伊勢神宮参詣に利用する場合が多かったといわれる。
戦後は、「大和」の利用客の増加によって同列車に連結されていた鳥羽駅発着の編成の増強を行うために独立した列車として、1953年11月に東京駅 - 鳥羽駅間で運転を開始した。しかし、夜行列車としての使命は東京駅 - 名古屋駅間であったため、名古屋駅 - 鳥羽駅間は5両編成で運転されていた。東海道新幹線開業後は、名古屋駅 - 鳥羽駅間は近畿日本鉄道の利用に移ったため1968年10月に「紀伊」に統合されて独立した列車としては廃止された。1972年3月、「紀伊」の編成としても廃止され、完全廃止となった。
なお、2013年10月 - 2014年3月に運行した臨時急行「いせ」については近鉄特急史#名古屋 - 伊勢間を参照。

### 那智
紀勢本線の全線開業により1959年7月に東京駅 - 新宮駅間で運転を開始した急行列車である。運転開始当初は臨時列車であったが、同年8月にははやくも定期列車に変更された。4両編成と短編成であったが、二等寝台・二等合造車が連結された。利用客を着実に増やし、1961年10月から一等寝台車の連結を開始し、1964年10月には東京駅 - 紀伊勝浦駅間に運転区間が延長された。

## 沿革

### 戦後の展開
- 1948年（昭和23年）7月1日：東京駅 - 名古屋駅間で毎日運転の不定期夜行列車として、準急2035・2036列車が運転開始。
- 1949年（昭和24年）9月15日：2035・2036列車が定期列車化され、列車番号が31・32列車に変更される。
- 1950年（昭和25年）
  - 10月1日：31・32列車が東京駅 - 湊町駅・鳥羽駅間（関西本線経由）に運転区間が延長されるとともに、急行列車化（亀山駅 - 鳥羽駅間は普通列車）。
  - 11月8日：東京駅 - 湊町駅・鳥羽駅間（関西本線経由）の急行列車に「大和」の列車名が付与される。
- 1953年（昭和28年）11月11日：東京駅 - 鳥羽駅間で「伊勢」（いせ）が運転開始。
- 1954年（昭和29年）5月1日：「大和」に二等寝台車が連結開始[2]。
- 1956年（昭和31年）11月19日：「大和」「伊勢」に三等寝台車が連結開始。

### 紀勢本線全通とその後
- 1959年（昭和34年）
  - 7月15日：紀勢本線全通により、東京駅 - 新宮駅間で毎日運転の臨時列車として急行「那智」（なち）が運転開始。東京駅 - 多気駅間は「伊勢」と併結運転[3]。
  - 9月22日：「那智」が定期列車化され、「伊勢」とともに東京駅 - 名古屋駅間で「能登」と併結運転を行う。
  - 9月26日：伊勢湾台風により運行休止。同年10月23日より11月25日の関西本線復旧まで東海道本線・草津線経由で迂回運転[4]。
- 1961年（昭和36年）10月1日：「那智」「伊勢」が、「能登」との併結運転を中止。
- 1962年（昭和37年）3月10日：「大和」に東京駅 - 和歌山市駅間の2等寝台車1両が連結開始（和歌山線内では普通列車と併結運転）[5]。
- 1964年（昭和39年）10月1日：東海道新幹線開業に伴うダイヤ改正に伴い、以下のように変更[6]。
  1. 「大和」が全車寝台化。
  2. 「伊勢」が全車指定になり、下りは「大和」と、上りは「那智」と併結運転開始。
  3. 「那智」の運転区間が東京駅 - 紀伊勝浦駅間に変更。併結列車が観光団体列車「南紀観光」に、上りは「伊勢」に変更。
- 1965年（昭和40年）10月1日：このときのダイヤ改正に伴い、以下のように変更する。
  1. 「大和」と「能登」の併結運転が再開。
  2. 「那智」と「伊勢」の併結運転が再開。

### 東京対紀伊半島直通列車「紀伊」
- 1968年（昭和43年）10月1日：ヨンサントオのダイヤ改正により、東京駅 - 紀伊勝浦駅・鳥羽駅・王寺駅間で「紀伊」が運転開始（奈良駅 - 王寺駅間は普通列車）。「伊勢」「那智」「大和」が「紀伊」に統合されて廃止。
- 1972年（昭和47年）3月15日：「紀伊」の亀山駅 - 王寺駅間、多気駅 - 鳥羽駅間が廃止。東京駅 - 名古屋駅間は「銀河」1号（上下とも）と併結運転。
- 1975年（昭和50年）3月10日：「紀伊」が全車寝台化の上、特急列車化。東京駅 - 名古屋駅間は特急「いなば」（のちの「出雲」2・3号）と併結運転[7]。
- 1980年（昭和55年）9月29日：東京駅 - 名古屋駅間の牽引機関車がEF58形電気機関車[8]からEF65形電気機関車（1000番台）に変更する。同時に、DF50形ディーゼル機関車の運用がなくなる。
- 1982年（昭和57年）3月15日：下り列車が名古屋駅構内で、列車衝突事故（寝台特急「紀伊」機関車衝突事故）が発生。
- 1984年（昭和59年）2月1日：ダイヤ改正により「紀伊」が廃止。

### 伊勢参り列車「いせ」
- 2013年（平成25年）10 - 11月:第62回神宮式年遷宮に合わせ名古屋 - 伊勢市間に臨時急行「いせ」をキハ85系気動車で運行。以後は多客時・繁忙期に運行される。